# Нова Любовня
Нова Любовня (словац. Nová Ľubovňa) — село в Словаччині, Старолюбовнянському окрузі Пряшівського краю.
Вперше згадується у 1322 році.
В селі є римо-католицький костел з 1310 року в стилі готики.

## Географія
Розташоване в північно-східній частині Словаччини в північній частині Левоцьких гір в долині Якубянки. Протікає Колачковський потік.

## Населення
| Рік:            | 1994. | 2004.    | 2014.   | 2024.   |
| --------------- | ----- | -------- | ------- | ------- |
| Кількість осіб: | 2437  | 2738     | 2949    | 3032    |
| Різниця:        |       | +12,35 % | +7,70 % | +2,81 % |

| Рік:            | 2023. | 2024.   |
| --------------- | ----- | ------- |
| Кількість осіб: | 3012  | 3032    |
| Різниця:        |       | +0,66 % |

В селі проживає 2917 осіб.
Національний склад населення (за даними останнього перепису населення — 2001 року):
- словаки — 97,99 %
- цигани — 1,48 %
- чехи — 0,19 %
- поляки — 0,08 %
- русини — 0,08 %
- українці — 0,04 %

Склад населення за приналежністю до релігії станом на 2001 рік:
- римо-католики — 95,71 %,
- греко-католики — 3,11 %,
- православні — 0,08 %,
- не вважають себе віруючими або не належать до жодної вищезгаданої церкви — 0,87 %